# Tami Stronach
Tamara «Tami» Stronach (Teherán, 31 de julio de 1972) es una coreógrafa, bailarina y actriz Iraniestadounidense. The NeverEnding Story, de 1984, en la cual interpretó a la Emperatriz Infantil, fue su única participación cinematográfica hasta el año 2008.
Stronach es de madre israelí y padre escocés. Su padre, David Stronach, es un reconocido arqueólogo experto en ruinas de la antigua Persia y profesor de la Universidad de California en Berkeley. David conoció a su esposa, una arqueóloga israelí de nombre Ruth Vaadia, en unas excavaciones en Teherán en las que ambos trabajaban. Contrajeron matrimonio poco después y Tami es la segunda de sus hijos. A causa de la Revolución iraní de 1978, la familia tuvo que huir a Israel, de donde se trasladaron finalmente a los Estados Unidos.
Tami tomó clases de danza desde niña y en 1996 pasó a formar parte de la compañía de danza Neta Pulvermacher and Dancers, realizando actuaciones por todo el mundo y ejerciendo además como coreógrafa. En la actualidad es miembro de la Neta Dance Company.

## Filmografía
| Año  | Medio    | Título                | Rol                    |
| ---- | -------- | --------------------- | ---------------------- |
| 1983 | Teatro   | Winnie the Pooh       | Piglet                 |
| 1984 | Película | The NeverEnding Story | La Emperatriz Infantil |

## Premios
- Premios Young Artist de 1984: Nominada como mejor actriz de reparto joven en una película, musical, comedia, aventura o drama.

- Datos: Q447533
- Multimedia: Tami Stronach / Q447533